# Gastromyzon embalohensis
Gastromyzon embalohensis este o specie de Actinopterigieni în genul Gastromyzon.